# アブドゥル・バ
アブドゥル・ボカル・バ（フランス語: Abdoul Bocar Ba、1994年2月8日 - ）は、セネガル・ダカール出身のモーリタニア人サッカー選手。ポジションはディフェンダー。

## クラブ歴
RCランスのアカデミー出身。2014年10月24日のトゥールーズFC戦でプロデビューを果たした。
2017年、AJオセールへ移籍した。
その後、「利き足は頭」という愛称がつけられ地元ファンに愛された。また、母国モーリタニアのワールドカップ予選2次ラウンドに導くなど伝説的な活躍をした。